# زورقس
زورقس (به لاتین: Zurqes) یک منطقه مسکونی در جمهوری آذربایجان است که در شهرستان گوی‌گول واقع شده است. زورقس ۷۱۹ نفر جمعیت دارد.